# William Cramp and Sons

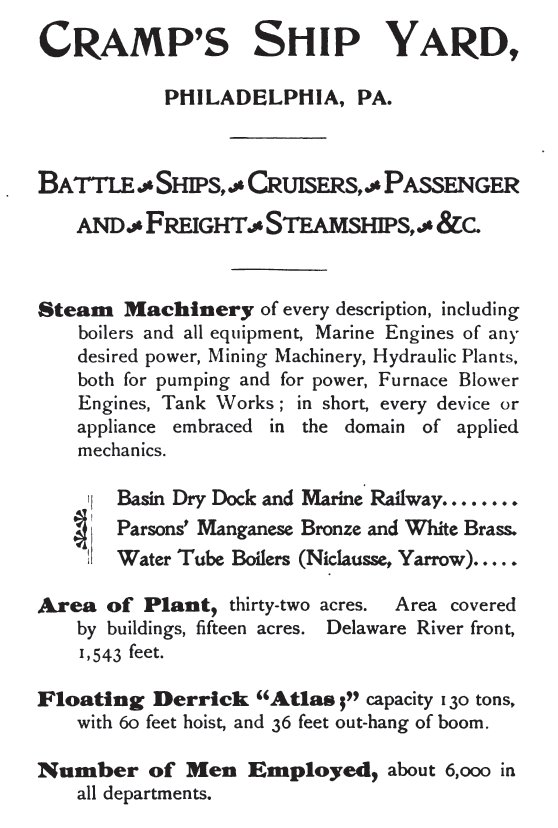
Рекламний лист компанії William Cramp & Sons, 1899 рік

Вільям Крамп і сини (англ. William Cramp & Sons) — американська суднобудівна компанія у Філадельфії (штат Пенсільванія), заснована в 1825 році Вільямом Кремпом (англ. William Cramp). В XIX столітті — провідна компанія США з будівництва сталевих кораблів. У 1919 році її купила компанія «The American Ship & Commerce Corporation», однак компанію закрили в 1927 році в зв'язку зі зменшенням кількості замовлень з боку ВМФ США після підписання в 1922 році Вашингтонської угоди про скорочення флотів. 1940 року ВМФ США вклали $22 млн в розконсервацію корабельні для будівництва крейсерів і підводних човнів. 1947 року компанія була знову закрита і місце на річці Делавер, де вона розташовувалася, перетворено в індустріальний парк.

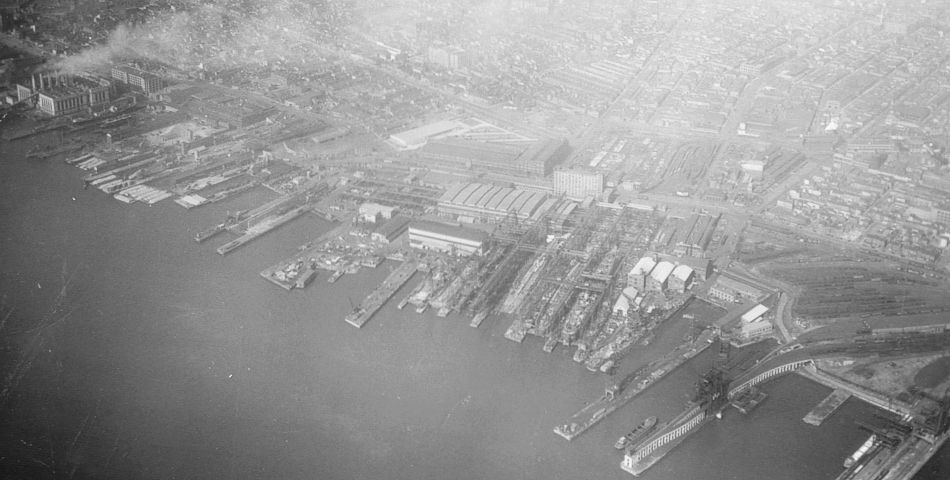
Вид на акваторію корабельні з висоти пташиного польоту.

## Побудовані кораблі
- BB-1 «Індіана» — лінкор № 1 ВМФ США.
- «Сент-Луїс» (1894) і «Сент-Пол» (1895) — перші океанські лайнери, побудовані в США після закриття «Лінії Коллінза» в 1850-х роках. 5 листопада 1899 «Сент-Пол» став першим у світі лайнером, який повідомив про своє прибуття в порт по радіо. Судно прямувало з Нью-Йорка в Англію і мало на борту бездротовий телеграф Марконі.
- «Варяг» — легендарний російський крейсер (спущений на воду 31 жовтня 1899 року). Під час Російсько-японської війни був затоплений екіпажем після бою біля Чемульпо з силами японської ескадри.
- Ретвізан (панцерник)
- Прут (крейсер)